# 2e congresdistrict van Wisconsin

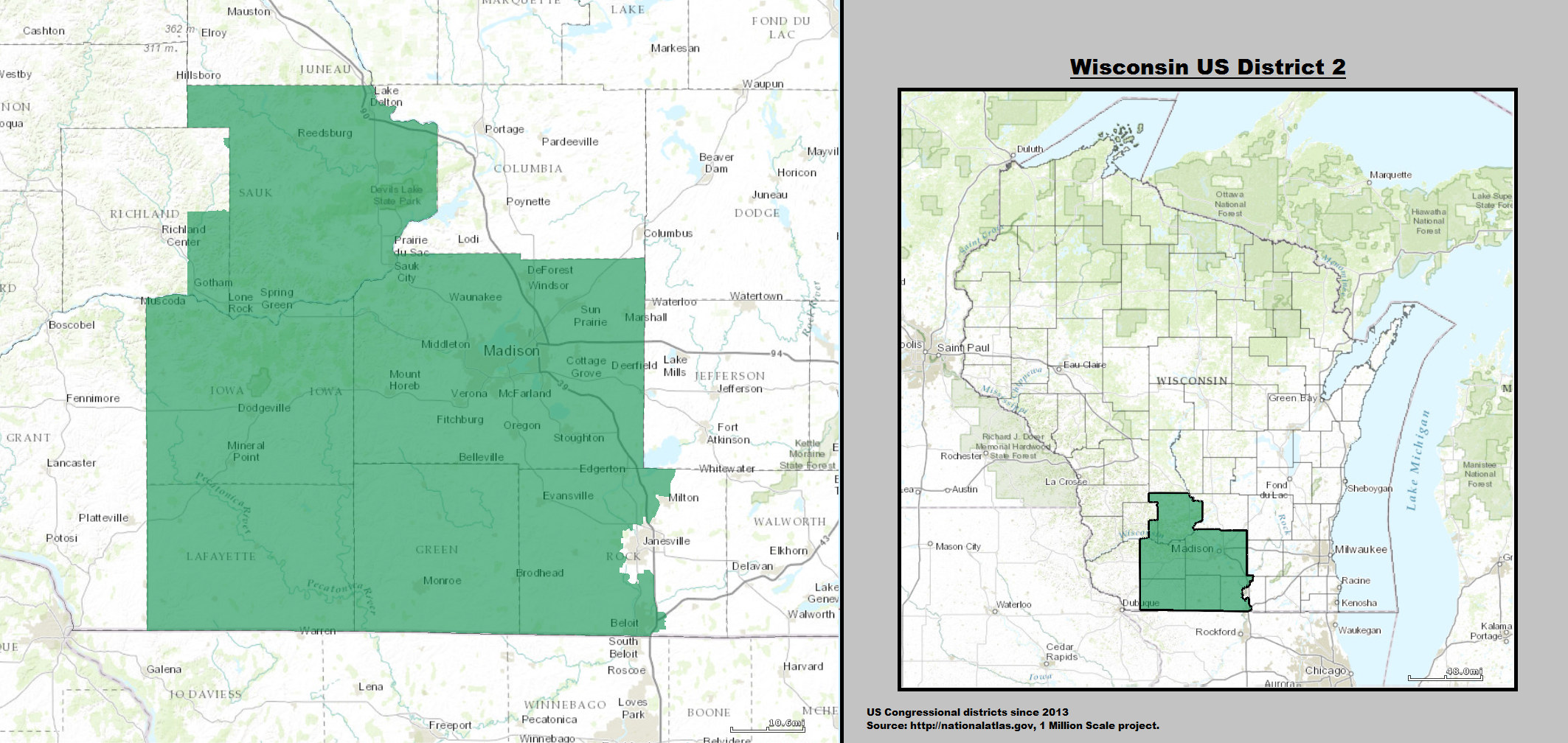
Locatie van het tweede congresdistrict in Wisconsin.

Het 2e congresdistrict van Wisconsin is een kiesdistrict voor het Amerikaanse Huis van Afgevaardigden. Het district ligt in het zuiden van de staat Wisconsin en omvat Dane County, Iowa County, Lafayette County, Sauk County en Green County. Ook bevat het district delen van Richland County en Rock County. Momenteel is Democraat Mark Pocan afgevaardigde voor het district.

## Presidentsverkiezingen
| Jaar | Resultaten                            | Winnende partij | Winnende partij      |
| ---- | ------------------------------------- | --------------- | -------------------- |
| 2000 | Al Gore 58 - George W. Bush 36%       |                 | Democratische Partij |
| 2004 | John Kerry 62 - George W. Bush 37%    |                 | Democratische Partij |
| 2008 | Barack Obama 69 - John McCain 30%     |                 | Democratische Partij |
| 2012 | Barack Obama 68 - Mitt Romney 31%     |                 | Democratische Partij |
| 2016 | Hillary Clinton 66 - Donald Trump 29% |                 | Democratische Partij |